# Mistrzostwa NCAA Division I w Zapasach w 1972
Mistrzostwa NCAA Division I w zapasach rozgrywane były w College Park w dniach 9–11 marca 1972 roku. Zawody odbyły się w Cole Field House, na terenie Uniwersytetu Maryland.

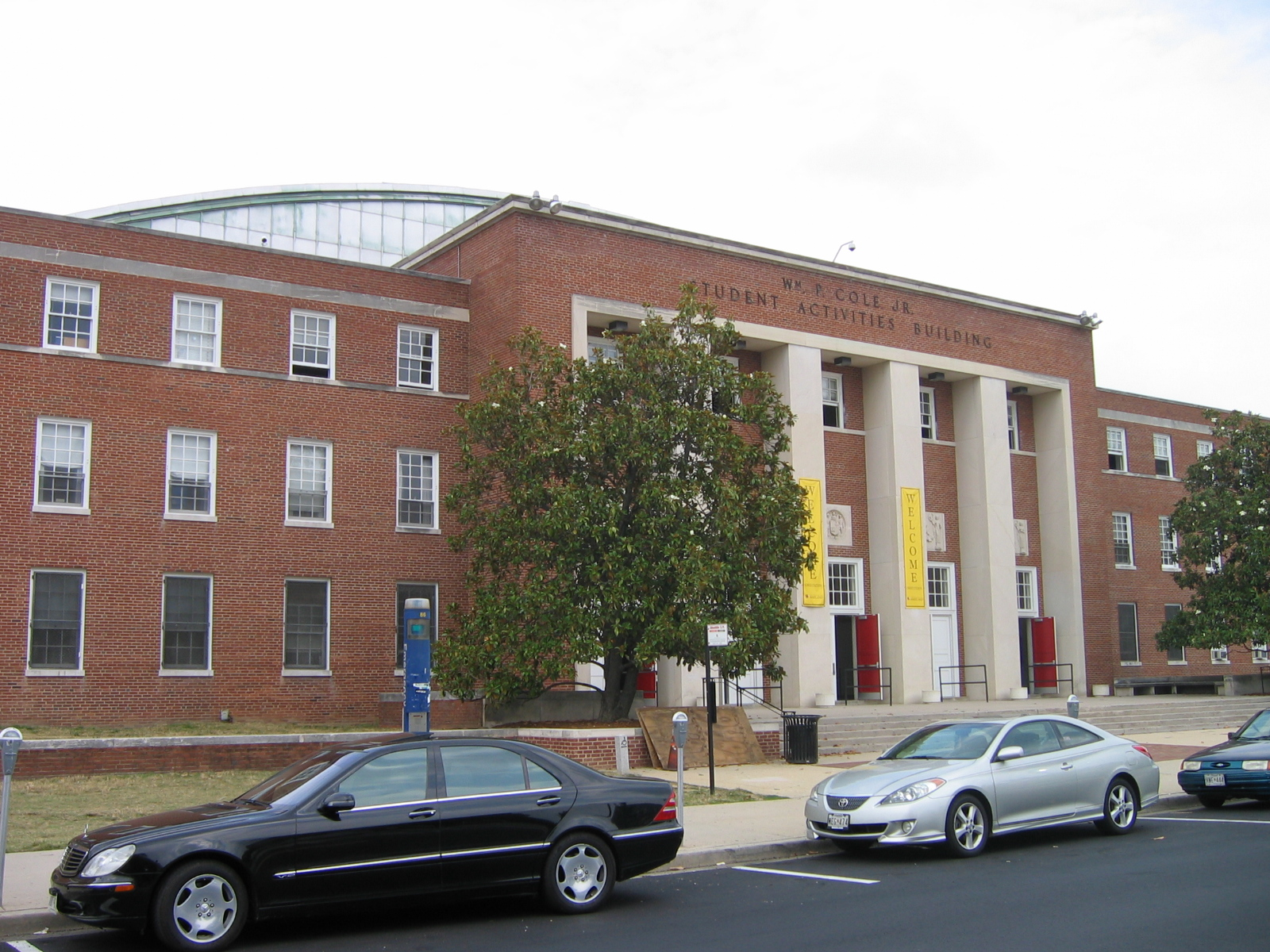
Cole Field House

- Outstanding Wrestler – Wade Schalles

## Wyniki

### Drużynowo
| Kolejność | Szkoła                    | Zespół   |
| --------- | ------------------------- | -------- |
| 1.        | Iowa State University     | Cyclones |
| 2.        | Michigan State University | Spartans |
| 3.        | Oklahoma State University | Cowboys  |
| 4.        | Uniwersytet Waszyngtonu   | Huskies  |
| 5.        | University of Oklahoma    | Sooners  |
| 6.        | Oregon State University   | Beavers  |

### All American

#### 118 lb
| Lp. | Zawodnik     | Szkoła         |
| --- | ------------ | -------------- |
| 1.  | Greg Johnson | Michigan State |
| 2.  | Gary Breece  | Oklahoma       |
| 3.  | Dale Brumit  | Arizona        |
| 4.  | Tom Schuler  | Navy           |
| 5.  | Tom Phillips | Oregon State   |
| 6.  | Dan Sherman  | Iowa           |

#### 126 lb
| Lp. | Zawodnik      | Szkoła         |
| --- | ------------- | -------------- |
| 1.  | Pat Milkovich | Michigan State |
| 2.  | Chris Quigley | Illinois State |
| 3.  | Eddie Webb    | Oklahoma       |
| 4.  | Joe Zychowicz | Ohio           |
| 5.  | Bill Fjetland | Iowa State     |
| 6.  | Jeff Lamphere | Minnesota      |

#### 134 lb
| Lp. | Zawodnik     | Szkoła                |
| --- | ------------ | --------------------- |
| 1.  | Gary Barton  | Clarion               |
| 2.  | Phil Parker  | Iowa State            |
| 3.  | Mike Riley   | Oklahoma State        |
| 4.  | Jim Humphrey | Ohio State            |
| 5.  | Larry Morgan | California Poly-State |
| 6.  | Jim Cook     | SIU Carbondale        |

#### 142 lb
| Lp. | Zawodnik       | Szkoła         |
| --- | -------------- | -------------- |
| 1.  | Tom Milkovich  | Michigan State |
| 2.  | Larry Owings   | Washington     |
| 3.  | Lloyd Keaser   | Navy           |
| 4.  | Bobby Stites   | Oklahoma State |
| 5.  | Kelly Trujillo | Arizona State  |
| 6.  | Bob Bergen     | Portland State |

#### 150 lb
| Lp. | Zawodnik        | Szkoła         |
| --- | --------------- | -------------- |
| 1.  | Wade Schalles   | Clarion        |
| 2.  | Jarrett Hubbard | Michigan       |
| 3.  | Hajime Shinjo   | Washington     |
| 4.  | Jay Arneson     | Oklahoma State |
| 5.  | Rondo Fehlberg  | Brigham Young  |
| 6.  | Bill Beakley    | Oklahoma       |

#### 158 lb
| Lp. | Zawodnik      | Szkoła            |
| --- | ------------- | ----------------- |
| 1.  | Carl Adams    | Iowa State        |
| 2.  | Stan Dziedzic | Slippery Rock     |
| 3.  | Alan Albright | Oklahoma State    |
| 4.  | Rick Radman   | Michigan State    |
| 5.  | Larry Johnson | Northern Illinois |
| 6.  | Jan Sanderson | Iowa              |

#### 167 lb
| Lp. | Zawodnik       | Szkoła           |
| --- | -------------- | ---------------- |
| 1.  | Andy Matter    | Penn State       |
| 2.  | Keith Abens    | Iowa State       |
| 3.  | John Caccia    | Idaho State      |
| 4.  | Gerald Malecek | Michigan State   |
| 5.  | Doug Wyn       | Western Michigan |
| 6.  | Jim Woods      | Washington       |

#### 177 lb
| Lp. | Zawodnik     | Szkoła         |
| --- | ------------ | -------------- |
| 1.  | Bill Murdock | Washington     |
| 2.  | John Panning | Minnesota      |
| 3.  | Rich Binek   | Iowa State     |
| 4.  | Albert Sye   | Arizona        |
| 5.  | Warren Reid  | Oklahoma       |
| 6.  | Eric Bates   | Illinois State |

#### 190 lb
| Lp. | Zawodnik       | Szkoła       |
| --- | -------------- | ------------ |
| 1.  | Ben Peterson   | Iowa State   |
| 2.  | Emil Deliere   | Princeton    |
| 3.  | Barry Reighard | Ohio         |
| 4.  | Paul Zander    | Iowa         |
| 5.  | Greg Strobel   | Oregon State |
| 6.  | Fletcher Carr  | Tampa        |

#### UNL
| Lp. | Zawodnik           | Szkoła         |
| --- | ------------------ | -------------- |
| 1.  | Chris Taylor       | Iowa State     |
| 2.  | Greg Wojciechowski | Toledo         |
| 3.  | Mike McCready      | Northern Iowa  |
| 4.  | Harry Geris        | Oklahoma State |
| 5.  | Wayne Karney       | Portland State |
| 6.  | Jim Hagen          | Oregon State   |